# Меллу, Жоржиньо
Жоржиньо Меллу (порт. Jorginho Mello; род. 15 июля 1956, Ибикаре, Санта-Катарина) — бразильский государственный и политический деятель. Член Либеральной партии. Является действующим губернатором Санта-Катарины и занимал пост сенатора с 2019 по 2022 год. Ушёл в отставку с должности сенатора, чтобы баллотироваться на должность губернатора штата, его заменила Ивети да Силвейра. Является председателем Либеральной партии Санта-Катарины.

## Биография
Родился в Ибикаре, Санта-Катарина, а затем вместе с родителями переехал в Эрвал-д’Уэсти, находящийся в 20 километрах, будучи ребенком.
Был представителем штата в Законодательном собрании 13-го, 14-го, 15-го и 16-го созывов. Позже был избран в Палату депутатов 54-го и 55-го созывов, представляя штат в нижней палате Национального конгресса.
Голосовал за импичмент президента Дилмы Русеф. Во время правления президента Мишеля Темера голосовал за конституционную поправку о пределе государственных расходов. В апреле 2017 года поддержал реформу Трудового кодекса. В августе 2017 года проголосовал за начало расследования в отношении президента Мишеля Темера.
На выборах 2018 года был избран в Федеральный сенат от Санта-Катарины, набрав 1 179 757 голосов (18,07 % действительных голосов) и победив таких оппонентов, как сенатор Паулу Бауэр и бывший губернатор Раймунду Коломбу.
В 2019 году президент Жаир Болсонару подписал Дополнительный закон № 167, который создал Simple Credit Company, после поправок, предложенных Жоржиньо Меллу.
На выборах 2022 года был избран губернатором Санта-Катарины во втором туре, набрав 2 983 949 голосов (70,69 %), что стало самым высоким процентом на выборах в штатах в том году.